# دی‌کلروایزوپرنالین
دی‌کلروایزوپرنالین (به انگلیسی: Dichloroisoprenaline) یکی از اولین بتابلوکرهای غیراختصاصی است. این دارو با فرمول شیمیایی C۱۱H۱۵Cl۲NO یک ترکیب شیمیایی با شناسه پاب‌کم ۵۸۰۶ است. که جرم مولی آن ۲۴۸٫۱۵ g/mol می‌باشد. 